# Большая церковь Зимнего дворца
Большая церковь Зимнего дворца — домовая церковь русской императорской семьи, расположенная в главной резиденции императоров всероссийских — Зимнем дворце в Петербурге. После отречения Николая II, с июля 1917 года национализирована Временным правительством вместе с остальными помещениями дворца; после объявления 30 октября (12 ноября) 1917 года Эрмитажа и Зимнего дворца музеями — один из залов Государственного Эрмитажа, открытых для посещения. Домовая церковь Зимнего дворца — одно из немногих помещений, в котором после пожара 1837 года архитектор В. П. Стасов в 1839 году возобновил интерьеры первоначального рококо, спроектированные создателем четвёртого Зимнего дворца Франческо Бартоломео Растрелли. 

## История здания

### Постройка Растрелли

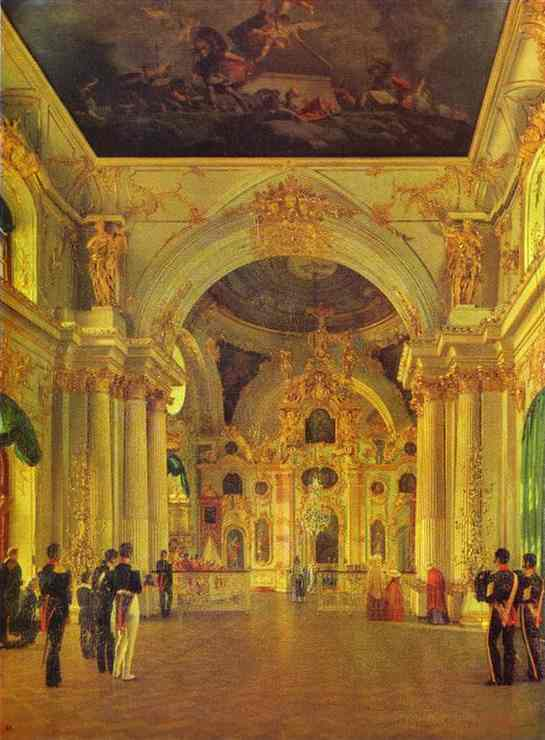
А. В. Тыранов. Вид Большой церкви Зимнего дворца, 1829.

Домовая церковь размещена в юго-восточной части второго этажа Зимнего дворца, примерно на том же месте, где до пожара 1837 года находилась церковь при дворце Анны Иоанновны, заложенная 14 октября и освящённая 19 октября 1735 года архиепископом Феофаном Прокоповичем. На момент закладки храма у архитектора Растрелли ещё не сложился окончательно замысел всего нового Зимнего дворца Елизаветы Петровны. 
В январе 1756 года мастер Эйгер начал изготавливать деревянную модель купола, к отделке же интерьера приступили лишь несколько лет спустя: Растрелли представил одобренный чертёж «лепному и живописному украшению» церкви в 1759 году. 
По своему решению дворцовая церковь не отвечала ни древней крестово-купольной схеме, ни базиликальному типу храма. Зодчий создаёт единый интерьер подобный дворцовому залу. Соединённые с массивом стены подкупольные пилоны расчленяют помещение на трапезную, подкупольную и алтарную части. Растрелли тщательно проектировал мельчайшие детали отделки: так, для овального церковного окна он исполнил не только эскиз наружного наличника, но и чертёж переплёта с резными деталями. Иконостас он насыщает таким же убранством, как и весь церковный интерьер. Резьба и живопись здесь сливаются воедино с живописью и лепкой парусов стен, а подпружная арка над алтарём удачно завершает всю композицию.
Купола расписывали итальянцы К. Цукки и Ф. Мартини, алтарную часть — Д. Венерони; лепка — Дж. Б. Джани. Евангелистов в парусах и плафон «Воскресение Христово» в притворе написал Ф. Фонтебассо. Трёхъярусный иконостас, сени и кафедру по эскизам Растрелли выполнили резчики И. Дункер и Л. Роллан. Иконы для иконостаса исполнили И. И. Бельский с братьями и И. Я. Вишняков.
Поскольку к 6 апреля 1762 года, когда архиепископ Новгородский Димитрий (Сеченов) освящал новое здание дворца, отделка домовой церкви ещё не была завершена, вместо неё он освятил временную церковь во имя Воскресения Христова (Воскресенская церковь). Освящение же постоянной домовой церкви во имя Нерукотворенного образа Спасителя произвёл 12 июля 1763 года архиепископ Санкт-Петербургский Гавриил. 

### Воссоздание Стасова

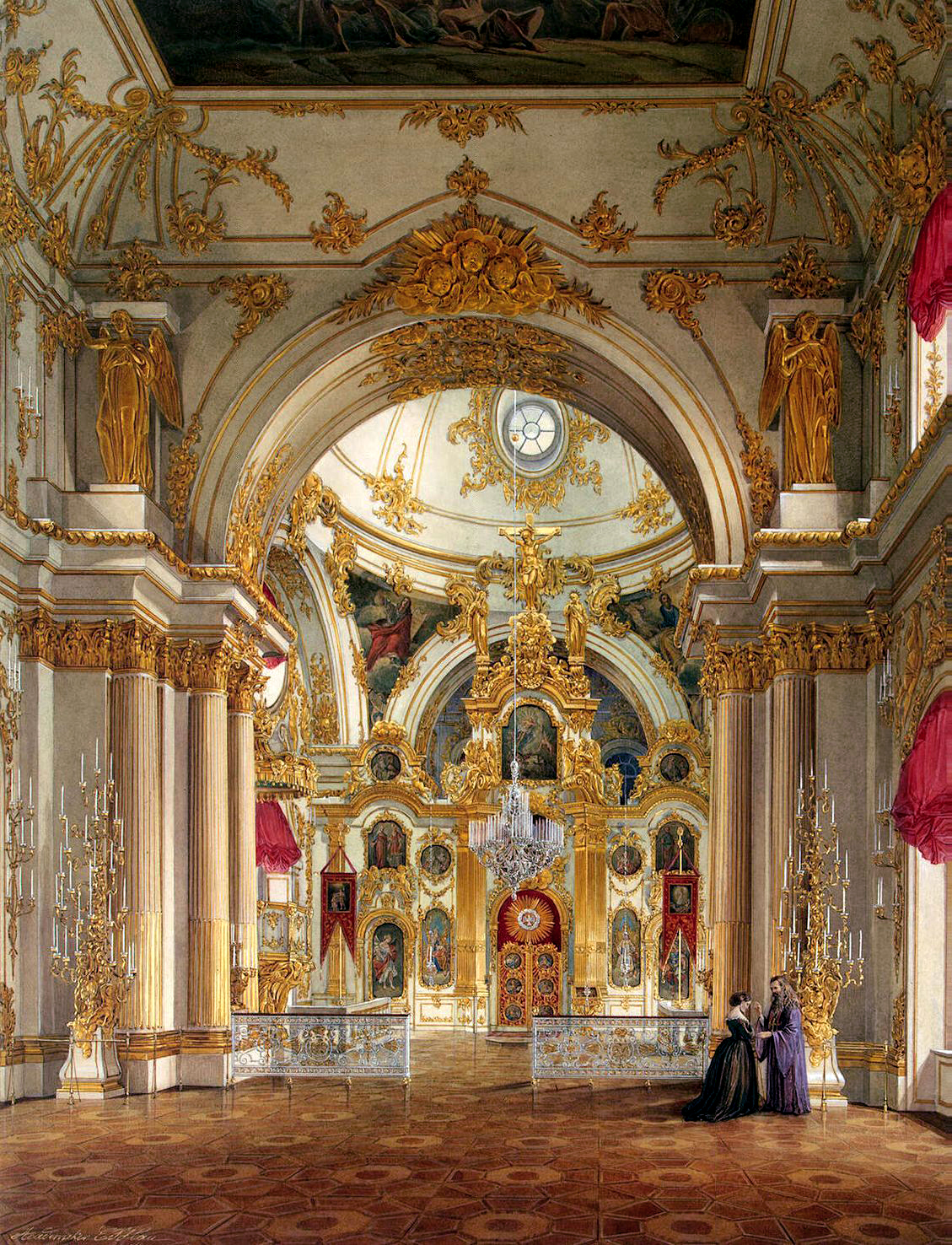
Эдуард Гау. Большая церковь Зимнего дворца, 1866.

После катастрофического пожара 1837 года архитектор Василий Стасов предпринял усилия, чтобы восстановить церковь императорской семьи «с возможной точностью <…> в прежнем виде», хотя необходимых для того чертежей оказалось мало. На сей раз значительная часть убранства была выполнена не из дерева, а из папье-маше. Над оформлением работали скульпторы Д. Адж и Ю. Штрейхенберг; кариатиды и статуи изваяли Василий Демут-Малиновский и П. В. Свинцов, а фигуры ангелов, изображающие Ветхий и Новый Заветы, — Александр Теребенёв.
Позолоченный иконостас, сень и кафедру вырезал по рисункам зодчего мастер П. Кретан. Часть икон, спасённых при пожаре, вернулись на свои места. Живопись в плафоне возобновил Пётр Басин, евангелистов на парусах написал Фёдор Бруни, роспись «под лепку» — П. Медичи. Под куполом было водружено прежнее серебряное паникадило, дополненное и отремонтированное Дж. Банистером.
Храм, обновлённый после пожара, был освящён 25 марта 1839 года. Церемонию провёл митрополит Московский Филарет (Дроздов) в присутствии семьи императора Николая.
Царские врата вместе с шестью живописными медальонами (иконами) уцелели во время пожара 1837 года. Их спасли и после восстановления дворца вернули на место в обновлённый иконостас.
После 1917 года в помещении храма был склад дворцовой мебели. В 1939 году в Большой церкви решили открыть постоянную выставку западноевропейского фарфора. Для увеличения экспозиционной площади отдел охраны памятников разрешил Эрмитажу «удалить церковное оборудование» при условии тщательной фотофиксации, производства обмеров и сохранения отдельных деталей. Шесть живописных медальонов Царских врат отправили сначала в Центральное хранилище музейного фонда, потом вернули в Эрмитаж, а створки с «Солнцем» долгое время находились на чердаке закрытого храма Смоленской иконы Божией Матери. В 1988 году их перевезли в возрождаемую церковь Святого Илии на Пороховых, где после реставрации поместили в алтарной преграде главного придела. «Солнце» осталось в иконостасе Смоленского храма.

## Храм

### Церковь во имя Спаса Нерукотворного образа
По своему статусу Большая церковь Зимнего дворца является домовой церковью императорской фамилии. Члены царской семьи обычно молились в молельной, находившейся за алтарём. Как и во все остальные домовые храмы, расположенные по месту жительства их владельцев, посторонние в эту церковь не допускались. Частичное исключение составлял престольный праздник, когда царь приглашал по списку некоторых придворных на вынос главной храмовой иконы.
В праздник переноса мальтийских святынь, 12 (25) октября, происходило торжественное богослужение с поминанием Павла I. Такое же богослужение в присутствии императора и кавалеров Георгиевского ордена совершалось  в Юрьев день, 26 ноября. 
В конце XIX века на крыше дворца была сооружена звонница с пятью колоколами, которые настроил протоиерей А. А. Израилев.
Последним настоятелем церкви и по совместительству начальствующим над придворным духовенством был протопресвитер Александр Дернов, назначенный на эту должность в 1915 году.

## Святыни
В храме находились особо чтимые православные святыни. В молельной при алтаре был помещён образ, написанный в 1693 году Феодотом Ухтомским, украшенный золотой ризой с бриллиантами. Позднее сюда были перенесены святыни, поднесённые Павлу I Мальтийским орденом 12 (25) октября 1799 года  в Гатчине: десница Иоанна Крестителя, древняя Филермская икона Божией Матери (написанная, по преданию, евангелистом Лукой), находящиеся ныне в Цетине (Черногория), и часть животворящего креста. В честь обретения этих реликвий Святейший правительствующий синод установил новый церковный праздник «Перенесения из Мальты в Гатчину части древа Животворящего Креста Господня, Филермской иконы Божией Матери и десной руки святого Иоанна Крестителя», отмечаемый 12 (25) октября начиная с 1800 года. С 1852 года ко дню праздника святыни переносили на месяц из Зимнего дворца в Павловский собор в Гатчине.

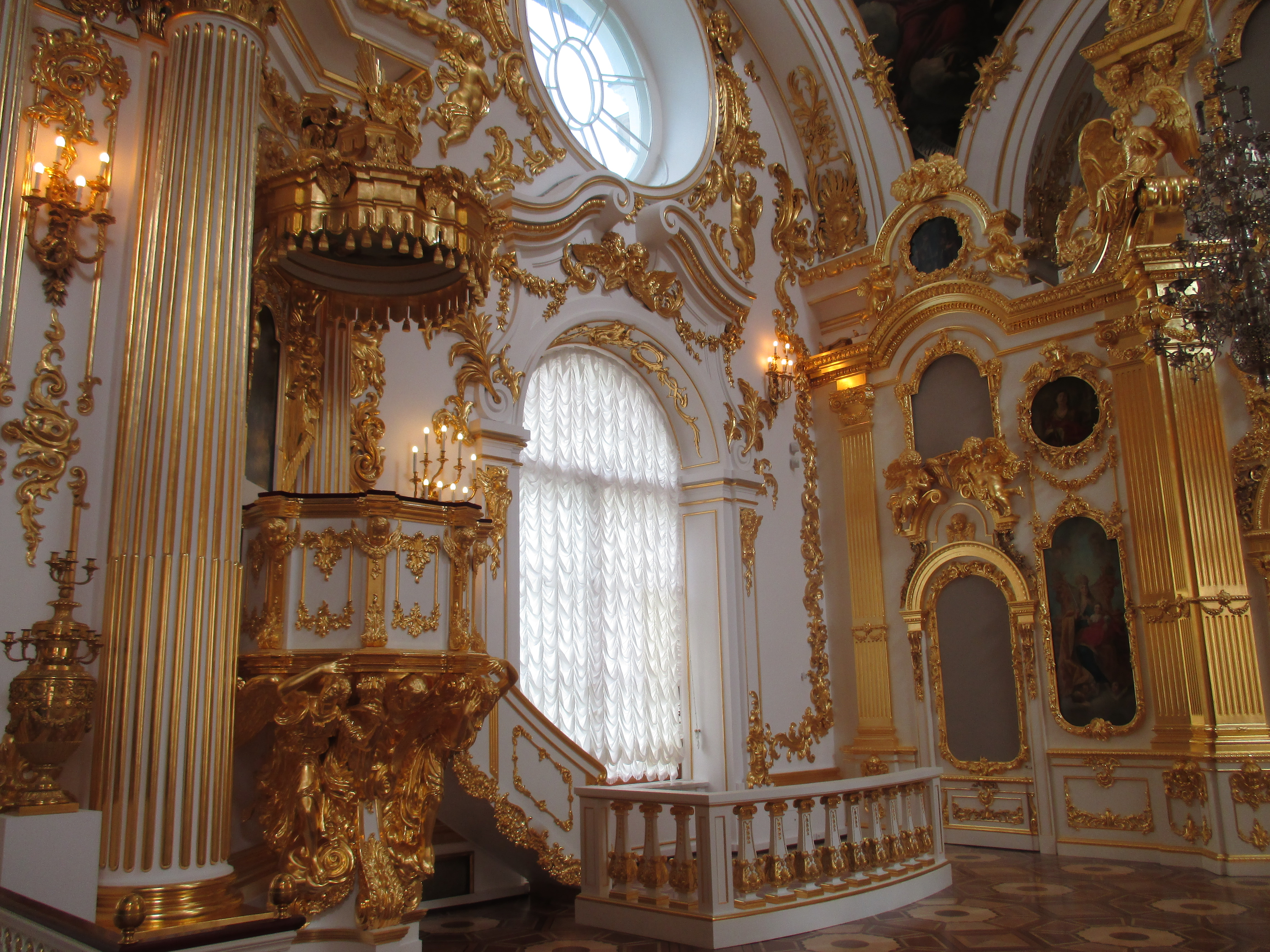
Резная кафедра работы П. Кретана по эскизам Растрелли
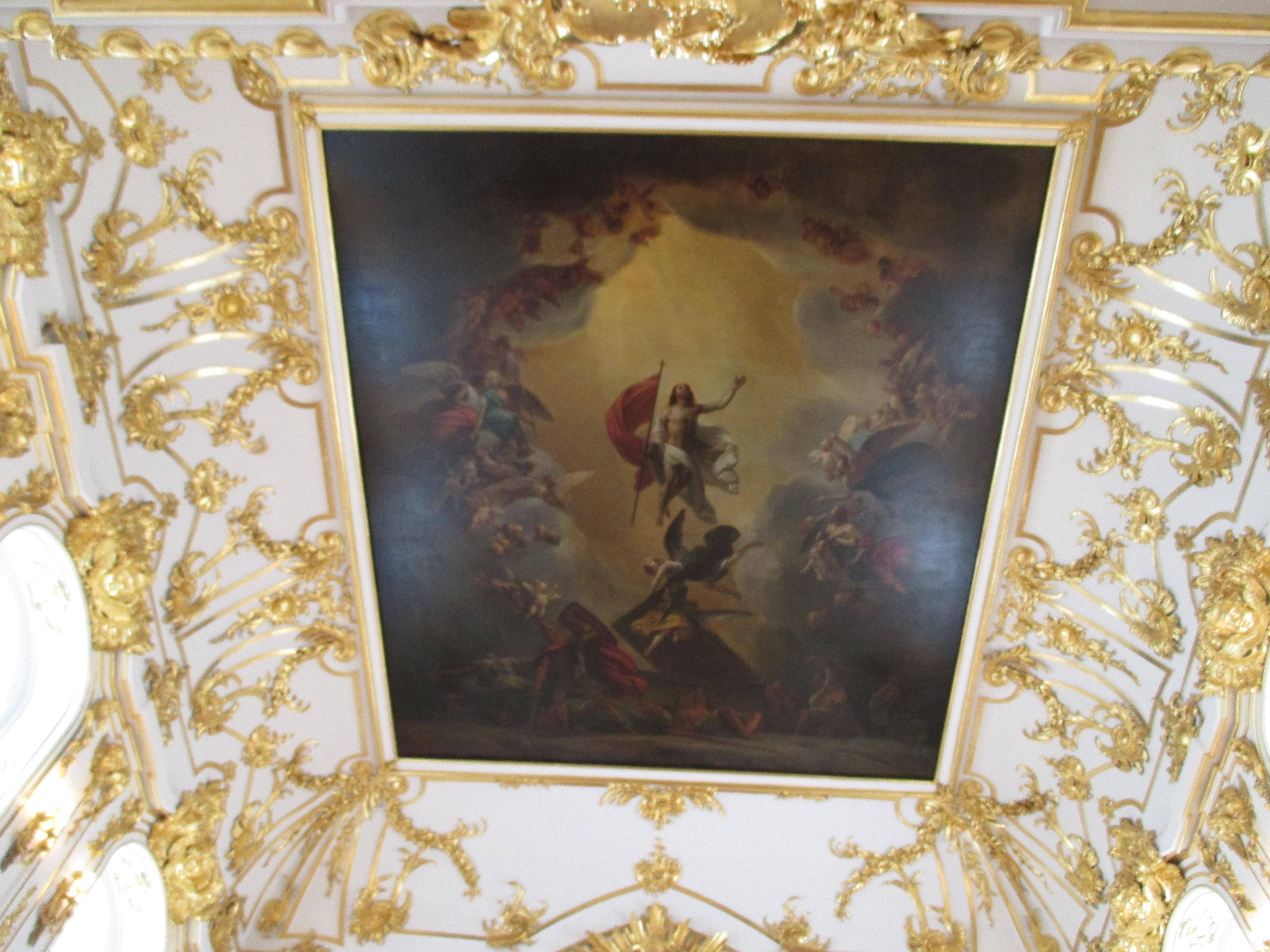
Плафон, написанный Петром Басиным
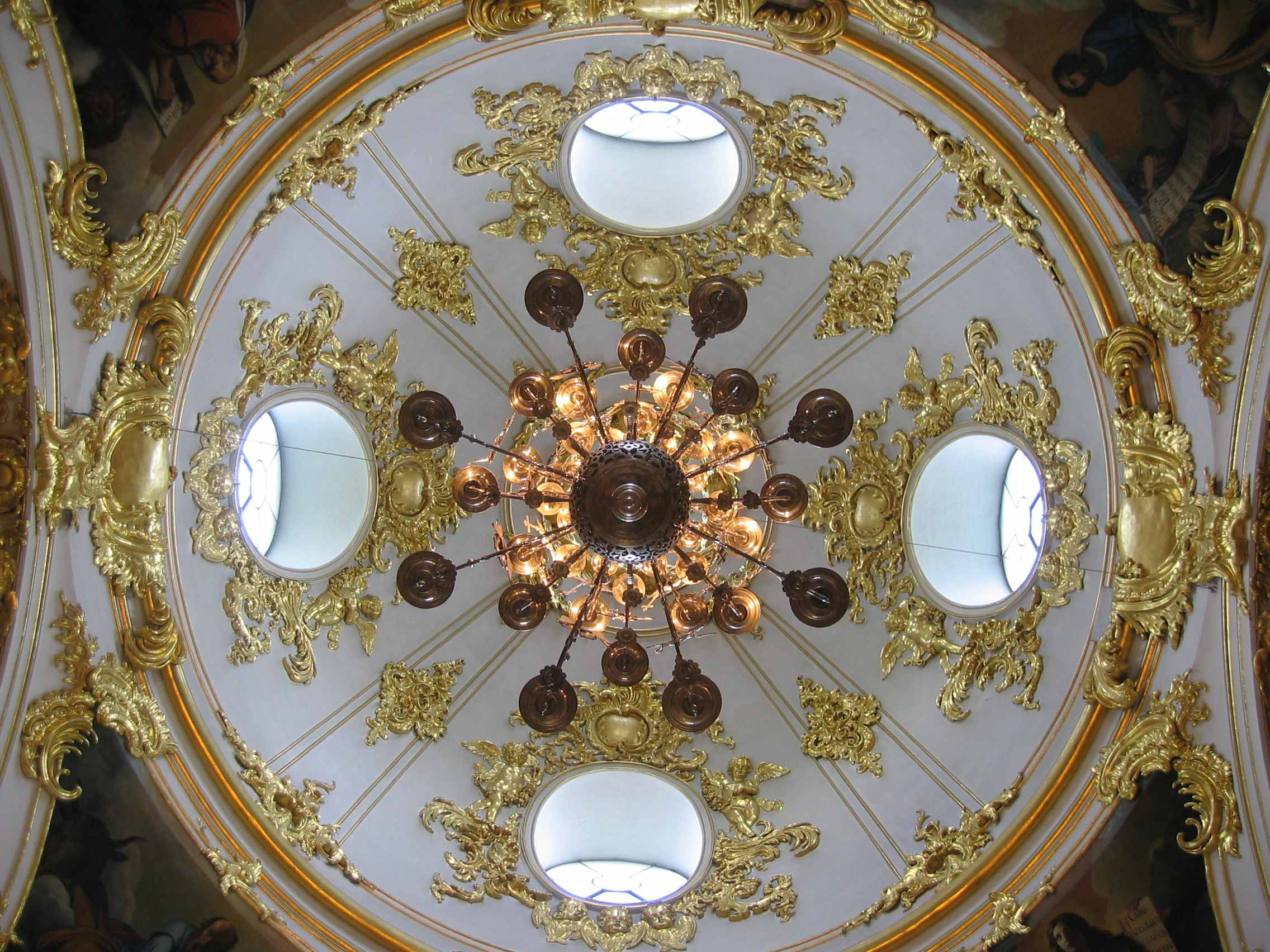
Купол храма
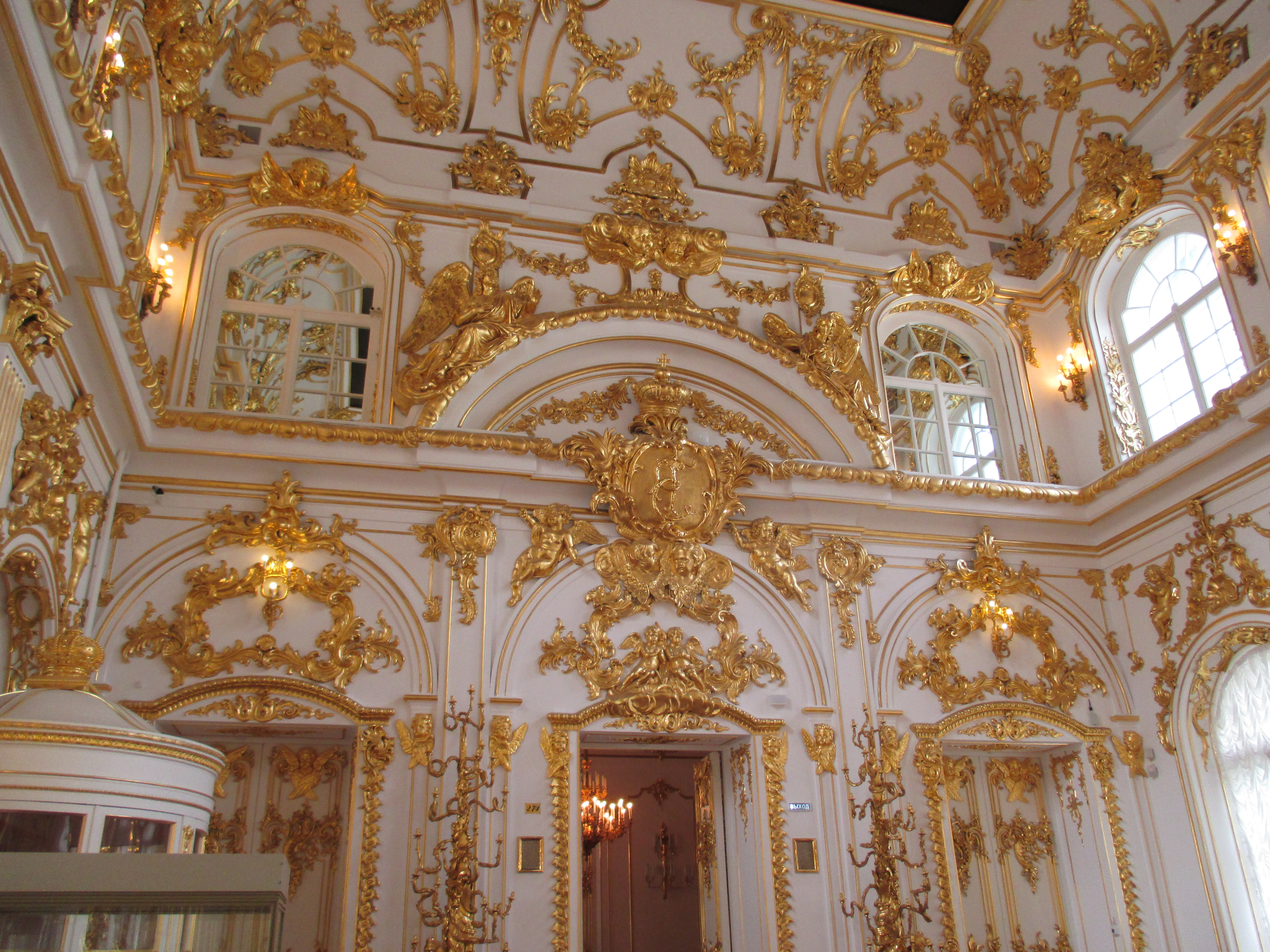
Западная стена храма
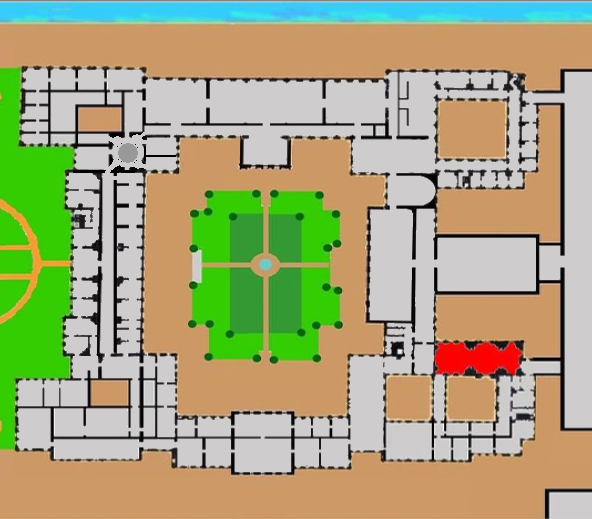
Расположение церкви на схеме дворца

## Современность
В 1991 году при церкви была образована православная община. Хотя Большая церковь Зимнего дворца как объект государственного имущества никогда не находилась в собственности либо ведении Церкви, некоторые представители общины настаивают на передаче храма в ведение Русской православной церкви.